# Chrysalis Group
Chrysalis Group (укр. Крисаліс Груп; від англ. Chrysalis — лялечка метелика) — британська медіакомпанія, заснована на початку 1990-х років.
Засновником Chrysalis Group став британський підприємець Кріс Райт, в минулому — співзасновник лейблу звукозапису Chrysalis Records. Колишній менеджер гурту Jethro Tull володів лейблом з 1968 по 1990 роки, поки його не придбала компанія EMI. За умовами контракту з EMI, Райт протягом двох років після продажу Chrysalis Records утримувався від роботи в музичній індустрії. Після цього частиною нової компанії Райта став музичний лейбл The Hit Label. Пізніше до неї доєднався лейбл The Echo Label, на якому виходили записи таких гуртів, як Moloko та Feeder. Партнером Echo Records стала японська компанія Pony Canyon, яка володіла правами на записану музику в азійському регіоні. Наприкінці 1990-х років до Chrysalis Group додався британський лейбл Papillon Records (провідні виконавці — Jethro Tull, The Human League, Кліф Річард та Deacon Blue) та його американський підрозділ, де продовжували виходили архівні записи Лео Сеєра та Ієна Д'юрі.
Окрім звукозапису та видання музики, Chrysalis Group містила підрозділи, що відповідали за створення контенту для радіостанцій (маючи власні станції Heart та Galaxy), мобільних телефонів (рингтони тощо), та за книговидавництво. 2005 року Chrysalis Books було продано британському видавництву Anova Books. 2007 року Chrysalis Radio придбала медіакомпанія Global Radio (сума контракту склала 170 млн фунтів), після чого Chrysalis Group залишилась зосередженою на музичній індустрії. 